# Astracantha spectabilis
Astracantha spectabilis là một loài thực vật có hoa trong họ Đậu. Loài này được (Schischk.) Podl. miêu tả khoa học đầu tiên năm 1983.